# Walt Ader
Walter Ader, aussi surnommé Walt est un pilote automobile américain né le 15 décembre 1913 à Long Valley (New Jersey) et décédé le 25 novembre 1982 à Califon (New Jersey). Il est notamment connu pour avoir participé aux 500 miles d'Indianapolis 1950, épreuve comptant alors pour le Championnat du monde de Formule 1.

## Biographie
Walter Ader commence à courir des courses régionales en 1936. Après une pause pendant la Seconde guerre mondiale, il commence à participer au championnat national AAA en 1946 et remporte notamment une épreuve à Lakewood Park en 1947. Après une non-qualification à l'édition 1948, Ader tente une nouvelle fois sa chance en 1950 en se qualifiant 29e au volant d'une Rae-Offenhauser du Sampson Manufacturing. La course sera interrompue à cause de la pluie, ce qui permettra à Ader de se classer 22e, à 15 tours du vainqueur. Ce sera sa dernière course d'envergure mondiale et nationale.